# Footballeur océanien de l'année

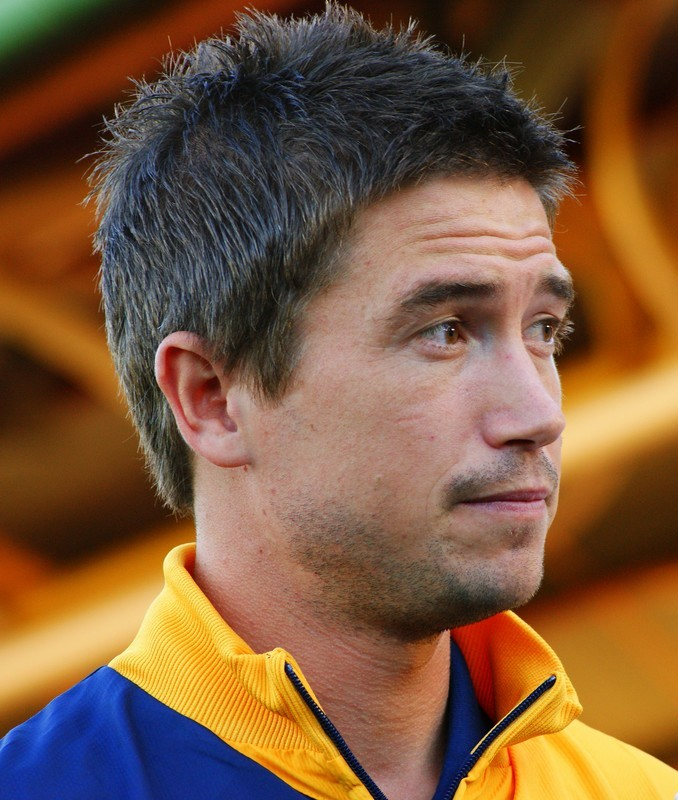
Harry Kewell en 2008.

Le trophée du Footballeur océanien de l'année (en anglais The Oceania Footballer of the Year award) est attribué au meilleur footballeur provenant de la région de l'Océanie. 
Le vainqueur est choisi par un comité de journalistes. Le trophée est souvent donné à l'Australie, même si le néo-zélandais Wynton Rufer partage le même nombre de trophées que l'australien Harry Kewell, avec trois trophées chacun. Le néo-calédonien Christian Karembeu l'a reçu deux fois. 
Il est à noter que depuis 2006 l'Australie ne concourt plus dans ce trophée, du fait qu'elle a rejoint la Confédération asiatique de football (AFC).

## Palmarès
| Année | Joueur             | Club                    |
| ----- | ------------------ | ----------------------- |
| 1988  | Frank Farina       | Club Brugge             |
| 1989  | Wynton Rufer       | Grasshopper-Club Zürich |
| 1990  | Wynton Rufer       | Werder Bremen           |
| 1991  | Robbie Slater      | Lens                    |
| 1992  | Wynton Rufer       | Werder Bremen           |
| 1993  | Robbie Slater      | Lens                    |
| 1994  | Aurelio Vidmar     | Standard Liège          |
| 1995  | Christian Karembeu | Sampdoria               |
| 1996  | Paul Okon          | FC Bruges               |
| 1997  | Mark Bosnich       | Aston Villa             |
| 1998  | Christian Karembeu | Real Madrid             |
| 1999  | Harry Kewell       | Leeds United            |
| 2000  | Mark Viduka        | Leeds United            |
| 2001  | Harry Kewell       | Leeds United            |
| 2002  | Brett Emerton      | Feyenoord               |
| 2003  | Harry Kewell       | Liverpool FC            |
| 2004  | Tim Cahill         | Everton FC              |
| 2005  | Marama Vahirua     | OGC Nice                |
| 2006  | Ryan Nelsen        | Blackburn Rovers        |
| 2007  | Shane Smeltz       | Wellington Phoenix      |
| 2008  | Shane Smeltz       | Wellington Phoenix      |
| 2009  | Ivan Vicelich      | Auckland City FC        |
| 2010  | Ryan Nelsen        | Blackburn Rovers        |
| 2011  | Bertrand Kaï       | Hienghène Sports        |
| 2012  | Marco Rojas        | Melbourne Victory       |
| 2013  | Trent Sainsbury    | Central Coast Mariners  |
| 2015  | Ryan Thomas        | PEC Zwolle              |

## Vainqueurs par pays
| Nb de victoires | Pays               |
| --------------- | ------------------ |
| 13              | Australie          |
| 9               | Nouvelle-Zélande   |
| 3               | Nouvelle-Calédonie |
| 1               | Tahiti             |

## Autres récompenses
Le néo-zélandais Wynton Rufer fut élu le "Meilleur footballeur océanien du siècle".
L'australien Mark Bosnich fut élu "Meilleur gardien de but océanien du siècle".